# Hauskirche von Dura Europos
Koordinaten: 34° 45′ N, 40° 44′ O

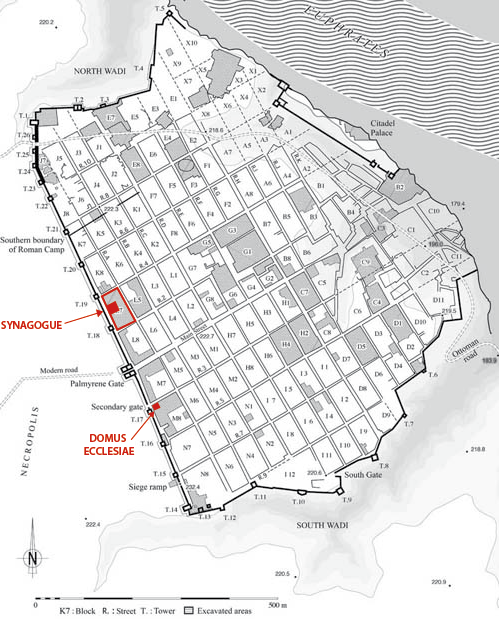
Domus Ecclesiae: Lage der Kirche

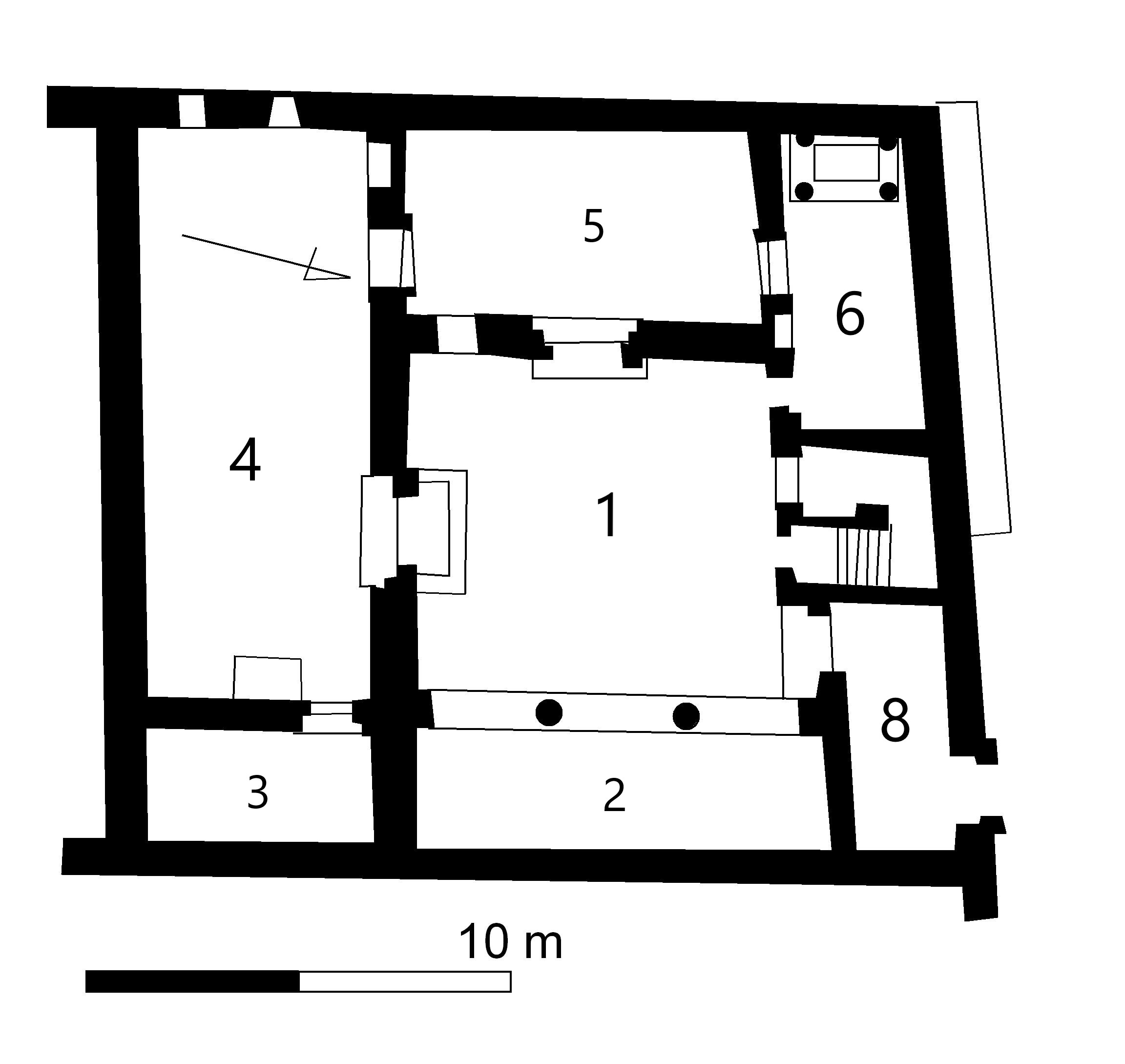
Plan der Kirche. Rechts oben das Baptisterium

Die Hauskirche von Dura Europos ist die bisher älteste archäologisch nachgewiesene Kirche. Sie datiert um 232/233 n. Chr. und lag in Dura Europos am Euphrat. Die antike Stadt im Osten von Syrien gehörte damals zur römischen Provinz Syria Coele. Vor allem die Malereien im Baptisterium sind von besonderer Bedeutung, da sie zu den frühsten christlichen Bildern überhaupt gehören. Die Kirche wurde von 1931 bis 1932 innerhalb von zwei Grabungskampagnen durch ein französisch-amerikanisches Grabungsteam in der Stadt freigelegt. Die Malereien wurden kurz nach der Auffindung von der Wand genommen und befinden sich heute in der Yale University Art Gallery.

## Der Bau
Das aus Lehmziegeln bestehende Haus, in dem sich die Kirche befand, hat wohl einige Jahre als normales Wohnhaus gedient, bevor es zu einer Kirche umgewandelt wurde. Grabungen unter dem Haus zeigen, dass hier etwa seit Christi Geburt ein Haus stand, das irgendwann verlassen wurde. Der Platz blieb eine längere Zeit unbebaut, bis ein neues Haus errichtet wurde. Der neue Bau war etwa 17,40 m lang und 19 m breit. Das Haus steht nahe an der Stadtmauer und ist von dieser nur durch eine Straße getrennt. Es bestand aus einem Peristyl mit den Wohnräumen an allen vier Seiten. Im Norden befindet sich der Eingang, von dem man in einen Vorraum gelangt und von dort in das Peristyl, das an der Ostseite zwei Säulen hatte. Einige Räume waren 5,22 m hoch, andere Räume waren wohl etwa 4 m hoch. Die Bewohner scheinen vergleichsweise wohlhabend gewesen sein. Es findet sich eine Treppe zum Dach. Es gab einen kleinen Keller. Ein Raum war mit einer Stuckleiste, die dionysische Szenen zeigt, dekoriert. Diese Beobachtung ist von Bedeutung, da man vermuten kann, dass die letzten Bewohner nicht zu den Ärmsten gehörten, als der Bau in eine Kirche umgewandelt wurde.
Um 232/233 wurde das Haus umgebaut. Das Datum ist von einer Inschrift im Putz bekannt, wobei diverse Autoren es auch als Erbauungsdatum des Wohnhauses ansehen. Der Putz war noch nass, als die Inschrift angebracht wurde. Bei diesem Umbau wurden zwei Wohnräume des Hauses zu einem 13 × 5 m großen Saal zusammengefasst. An der Ostseite des Saales stand ein Podest. Im Raum gab es keine Bänke wie oftmals in religiösen Gebäuden der Stadt. In der vorherigen Phase gab es Bänke entlang der Wände, diese wurden aber beim Umbau eingeebnet. Um das Jahr 241 (so eine im Estrich verstrichene Münze) wurde ein weiterer Raum des Hauses zu einem Baptisterium (Taufraum) umfunktioniert. Hier fand sich ein steinernes Bassin mit einem steinernen Baldachin. In diesem Raum befanden sich auch zahlreiche Wandmalereien. Die Malereien waren bei ihrer Auffindung noch relativ gut erhalten. Sie sind in einem Stil angefertigt, der in der Tradition der parthischen Kunst steht, wobei sie qualitätsmäßig deutlich unter denen der Synagoge von Dura Europos stehen und andeuten, dass die christliche Gemeinde der Stadt bei weitem nicht so finanzkräftig wie die jüdische Gemeinde war. Auch das Haus ist klein und bescheiden im Vergleich zur Synagoge. Das ganze Haus hätte Platz in der Versammlungshalle der Synagoge.
Die Malereien haben sich erhalten, da man im Jahr 256 die Stadtmauer von Dura Europos aufschüttete und so die umgebenden Häuser mit Sand aufgefüllt wurden. Nach ihrer teilweisen Verbringung in die Yale University haben sie aufgrund ungeeigneter Lagerung starke Beschädigungen erfahren.

## Die Malereien

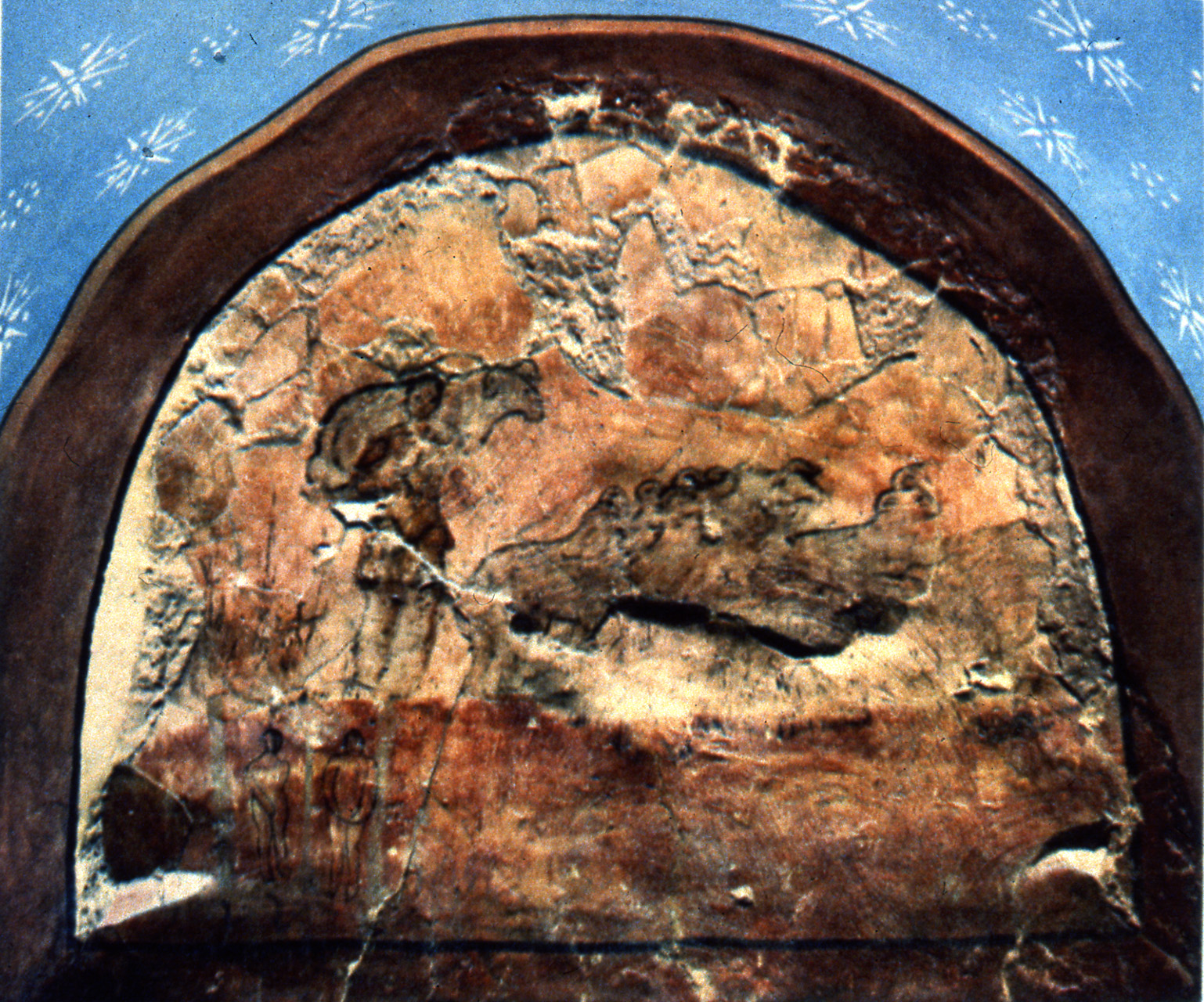
Der Gute Hirte, Adam und Eva

### Taufnische
Nur der Taufraum war mit Wandmalereien dekoriert. Die Decke des Raumes kann anhand von Putzfragmenten rekonstruiert werden. Sie war flach und dunkelblau mit hellen Sternen bemalt. Das eigentliche Taufbecken stand an der Westseite, einer Kurzseite des Raumes. Hier befand sich ein gemauerter Baldachin mit gewölbter Decke und zwei Säulen an der Vorderseite. Die Säulen sind dunkelgrün mit schwarzen Adern bemalt, sicherlich um Marmor zu imitieren. Die Frontseite über dem Bogen der Nische zeigt Früchte in diversen Feldern. Die Decke im Inneren der Nische ist blau mit hellen Sternen. Innerhalb der Nische stand das Taufbecken. Auf der Rückwand befinden sich figürliche Malereien. Hier sieht man auf der linken Seite den Guten Hirten, wie er einen Widder auf seinen Schultern trägt. Die Figur ist etwa 40 cm hoch. Vor ihm, in der Mitte des Feldes und auf der rechten Seite ist eine Schafherde dargestellt. Die genaue Anzahl der Schafe und Widder lässt sich heute nicht mehr ermitteln, wahrscheinlich waren es einst dreizehn, vielleicht aber auch bis zu sechzehn. Es ist auch nicht mehr auszumachen, wie viele Schafe und wie viele Widder dargestellt waren. Gras ist wiedergegeben. Die Schafe ganz rechts trinken Wasser, obwohl dieser Teil der Szene unsicher ist. Die große Anzahl von Schafen ist eher untypisch für vergleichbare Darstellungen. Unter dem Hirten sind Adam und Eva wiedergegeben, wobei beide Figuren anscheinend eine spätere Ergänzung sind. Das ganze Bild fand sich nicht gut erhalten und wurde in Fragmenten aufgefunden, die wieder zusammengesetzt werden mussten. Es ist unsicher, ob die Zahl der Schafe eine symbolische Bedeutung hatte. Die Darstellung des Guten Hirten war ausgesprochen beliebt in der Antike. Es handelt sich immer um das Bild eines jungen, bartlosen Mannes in einem kurzen Rock mit einem Schaf auf dem Rücken.

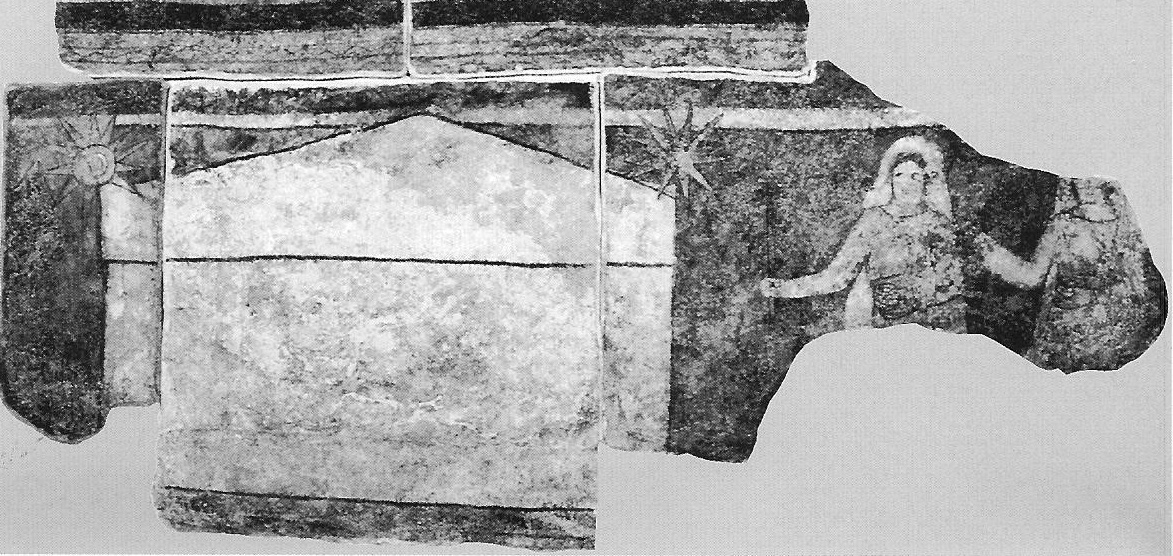
Frauen an der Nordwand

### Darstellung von Frauen
Der Hauptteil der Ost- und Nordwand wird in der unteren Hälfte von einer einzigen Szene eingenommen, die jedoch nur zum Teil erhalten ist. Auf der Ostwand waren bei der Auffindung der Malereien noch die Füße von fünf Frauen zu sehen, die nach links gehen. Die Szene setzt sich auf der Nordwand fort, wo sich die Reste einer gemalten, halb geschlossenen Tür befinden, die genau gegenüber der Haupttür des Raumes lag und somit als erstes gesehen wurde, wenn man den Raum betrat. Der nachfolgende Teil der Darstellung, links von der Tür, ist vollkommen zerstört, worauf die Darstellung von zwei Frauen gut erhalten ist. Eine dritte Frauenfigur ist nur in wenigen Resten überliefert, zwei weitere Figuren könnten sich im zerstörten Teil der Malereien befunden haben. Die Frauen halten in einer Hand Fackeln und ein Gefäß in der anderen. Sie sind weiß gekleidet, tragen einen Schleier und stehen vor einem weißen kastenförmigen Objekt. Die Darstellung war offensichtlich ausgesprochen wichtig, da sie das Hauptfeld von zwei Wänden einnahm. Ihre Interpretation ist umstritten. Nach ältere Deutungen sind hier Frauen am Grab von Jesus abgebildet. Andere Untersuchungen kommen dagegen zu dem Ergebnis, dass hier die das Gleichnis von den klugen und törichten Jungfrauen (Mt 25,1–13 ) dargestellt ist. Zehn Jungfrauen warten hier auf einen Bräutigam, um ihn zu seiner Hochzeit zu begleiten. Sie haben Öllampen dabei, um ihm zu leuchten. Die Wartezeit ist länger als gedacht und die Lampen sind fast ausgebrannt, ehe der Bräutigam kommt. Fünf der Frauen, die sogenannten klugen Jungfrauen, sind darauf vorbereitet und haben einen zusätzlichen Vorrat Öl mitgebracht. Als die fünf anderen, die sogenannten törichten Jungfrauen sie bitten, ihren Vorrat mit ihnen zu teilen, raten sie ihnen, sie sollten sich Öl kaufen, worauf die törichten Jungfrauen auch losziehen. Während die törichten Jungfrauen fort sind, kommt der Bräutigam und die klugen Jungfrauen leuchten ihm bis in den Hochzeitssaal, dessen Tür hinter ihnen geschlossen wurde, sodass die später ankommenden Jungfrauen nicht eintreten konnten. Das weiße Objekt stellt demnach den Hochzeitssaal oder ein Hochzeitszelt dar. Die Tür zum Hochzeitssaal befindet sich ganz rechts auf der Wand, während sich die fünf törichten Jungfrauen auf der Ostwand, vor der Tür befanden. Die Taufe wurde in der östlichen Kirche als eine Art Heirat zwischen dem Getauften und Jesus angesehen, was die Wichtigkeit der Szenen erklärt. In der östlichen Kirche waren die zehn Jungfrauen die Bräute von Jesus.

### Wundertaten von Jesus

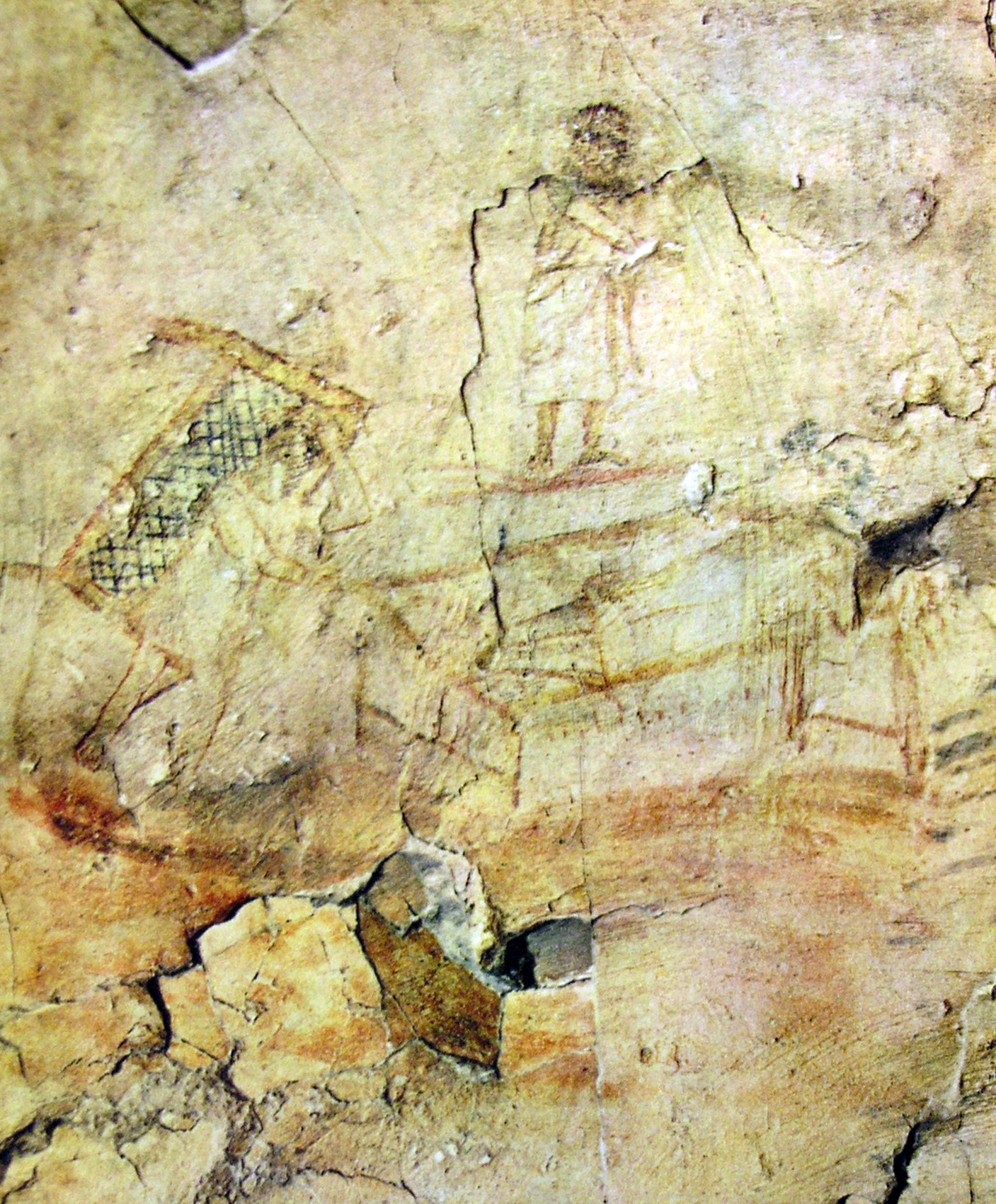
Heilung des Gelähmten

Über dem Hauptfeld der Wand mit der Darstellungen der Frauen befanden sich mehrere Szenen in kleineren Feldern, wobei jedoch nur zwei von ihnen erhalten sind (die Szenen sind etwa 90 cm hoch und im unteren Teil 1,9 m breit, soweit erhalten). Im unteren Drittel findet sich jeweils die Darstellung von Wasser und es ist möglich, dass dies ein verbindendes Element aller Szenen war. Wahrscheinlich waren hier diverse Wundertaten von Jesus darstellt. Auf der Nordwand befinden sich im oberen Register auf der linken Seite drei Figuren. In der Mitte und über den anderen stehend sieht man einen Mann, bei dem es sich wahrscheinlich um Jesus handelt. Darunter sieht man auf der rechten Seite einen Mann, der auf einem Bett liegt. Auf der linken Seite sieht man einen Mann, der mit einem Bett, das er auf seinen Schultern trägt, davon geht. In der Forschung besteht Einigkeit dazu, dass es sich hier um die Geschichte der Heilung des Gelähmten handelt (Evangelium nach Markus, 2, 1–12), obwohl es auch andere Meinungen zur Deutung der Szene gibt.

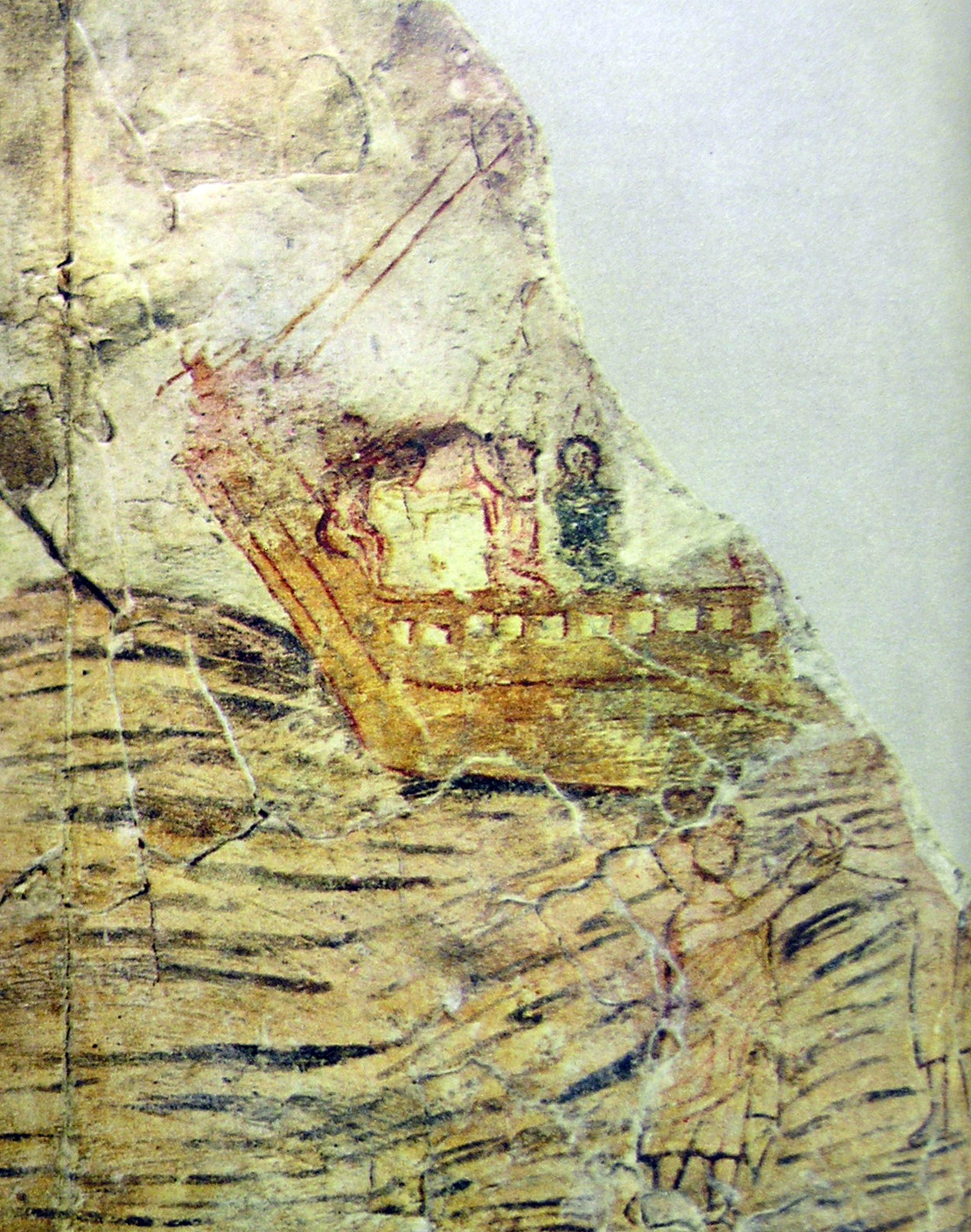
Wandmalerei aus dem Baptisterium: Jesus und Simon Petrus gehen auf dem Wasser

Rechts davon findet sich eine weitere Szene. Sie zeigt zwei Männer, die auf Wasser gehen. Es handelt sich um die im Evangelium nach Markus 6, 45–61 und im Evangelium nach Matthäus (14, 22–34) bezeugte Geschichte, in der Jesus auf dem Wasser geht. Die Szene ist nur zum Teil erhalten, da an dieser Stelle die Mauer in der Antike niedergerissen wurde. Es handelt sich um Jesus und Simon Petrus. Im Hintergrund sieht man ein großes Schiff mit den Aposteln an Bord, die die beiden Männer beobachten. Fünf Figuren sind noch erhalten.

### Frau am Brunnen und Garten

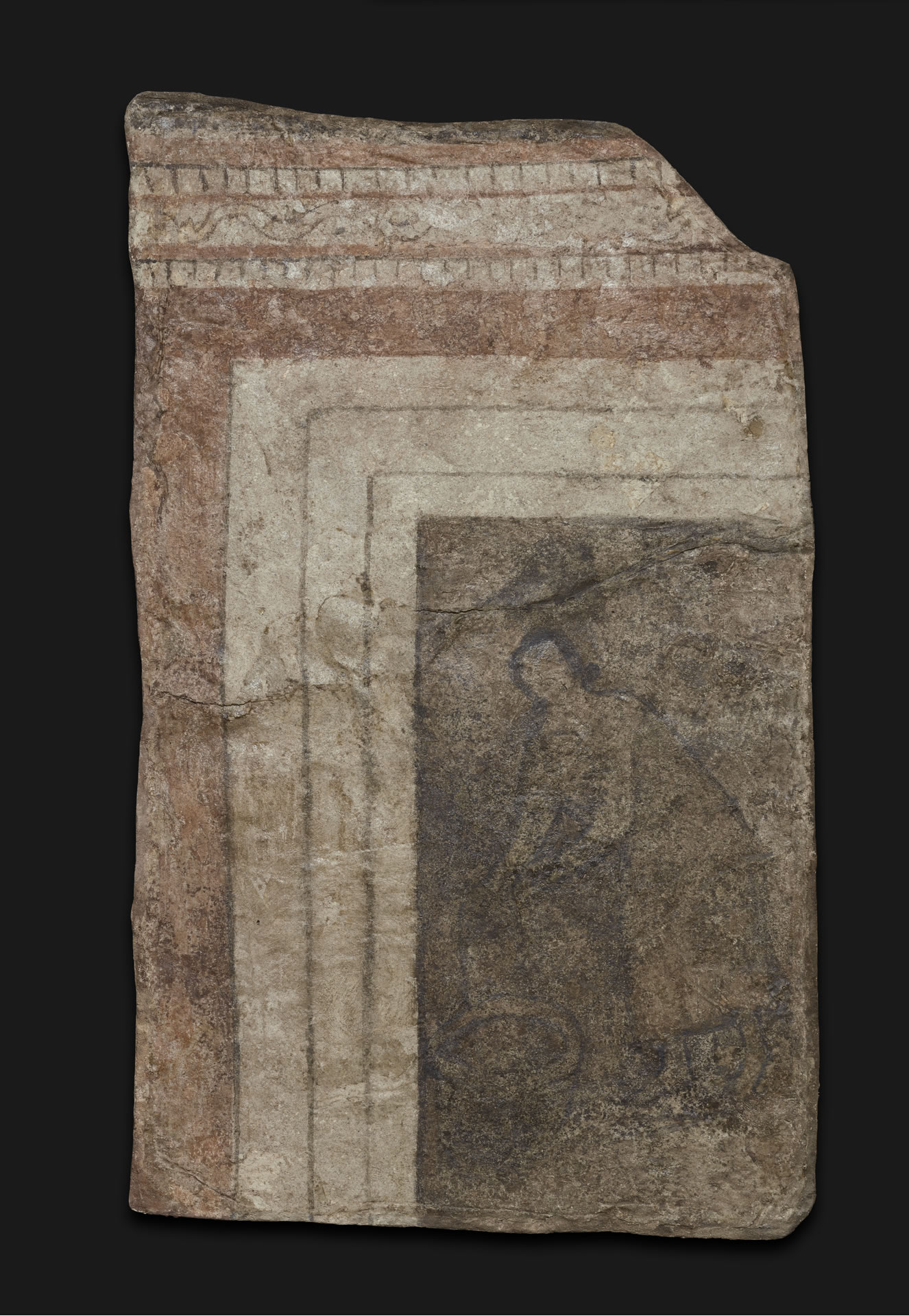
Wandmalerei aus dem Baptisterium: Die Jungfrau Maria am Brunnen

Die Südwand hat zwei Türen und eine Nische, von daher war hier weniger Platz für Malereien. Auf der Südwand nahe der Hauptnische ist die Figur einer Frau erhalten, die an einem Brunnen steht. Sie wendet sich nach links und trägt ein langes Gewand mit einer Rosette auf der Brust. Vor ihr ist ein Brunnen, in den sie zwei Stricke hinablässt. Auf ihren Rücken sind zwei Linien zu sehen, die vom Himmel kommen. Die Frau wurde in der älteren Literatur als die Samariterin am Brunnen interpretiert, manchmal auch als Rebekka. Neuere Überlegungen machen es jedoch wahrscheinlicher, dass hier die Jungfrau Maria dargestellt ist. Wenn die Identifizierung als Jungfrau Maria zutrifft, handelt es sich um die älteste bisher bekannte Abbildung von Maria. Im Protoevangelium des Jakobus findet sich der Bericht, dass die Verkündigung des Herrn an einem Brunnen stattfand. Das Protoevangelium des Jakobus war besonders bei Christen im Orient beliebt.
Oberhalb der Frau am Brunnen im oberen Teil der Wand neben dem Baldachin war ein Garten gemalt. Die Szene ist nur in Beschreibungen und einem schlechten Foto überliefert.

### David und Goliat
Auf der Südwand unter einer Nische zwischen den beiden Türen befindet sich eine weitere Darstellung, leider nicht gut erhalten. Hier sind David und Goliat dargestellt, wie Beischriften zu den Figuren es eindeutig bezeugen. Oberhalb der Szene befindet sich eine griechische Beischrift: „τὸν Χ(ριστὸ)ν Ἰ(ησοῦ)ν ὑμεῖν. Μν[ή]σκεσθε [... Πρ]όκλου“ („Christus Jesus (sei) mit Euch, gedenkt [des Pr]oklos“). Ob die Inschrift mit einer Stiftung von Seiten des erwähnten Proklos in Verbindung steht oder aber nach dessen Tod zu seinem Gedenken angebracht wurde, ist unklar. David steht rechts und schlägt auf Goliat ein. Beide Figuren sind jedoch kaum erhalten. Interessant ist, dass David als römischer Soldat erscheint, Goliat jedoch in der Tracht eines Persers, die ja die damaligen Feinde waren. Die Darstellung des David in einer Taufkapelle mag überraschen, aber in der Vorstellung der östlichen Kirche war David der Prototyp eines gesalbten Mannes. In der Taufkapelle fanden auch Salbungen statt, wobei die Taufe auch als eine Art Salbung angesehen wurde.

## Graffiti
An den Wänden des Hauses fanden sich diverse Graffiti und Zeichnungen. Für die Baugeschichte ist eine griechische Inschrift auf der Westwand des Versammlungshalle wichtig. Sie nennt das Jahr 545 der seleukidischen Ära, was dem Jahr 232/3 n. Chr. entspricht. Mehrmals findet sich das griechische Alphabet, einmal auch das Syrische Alphabet. Bemerkenswert sind weiterhin zwei Strichzeichnungen, die jeweils einen Reiter darstellen.

## Vergleichbare Bauten
Die Ruine der ältesten Hauskirche aus Steinquadern, die Anfang des 4. Jahrhunderts durch Umbau eines Wohnhauses entstand, liegt im Nordwesten Syriens in Qirqbize. Im nahegelegenen Dorf Fafertin stand das älteste als solches geplante Kirchengebäude, das inschriftlich in das Jahr 372 datiert.

## Galerie

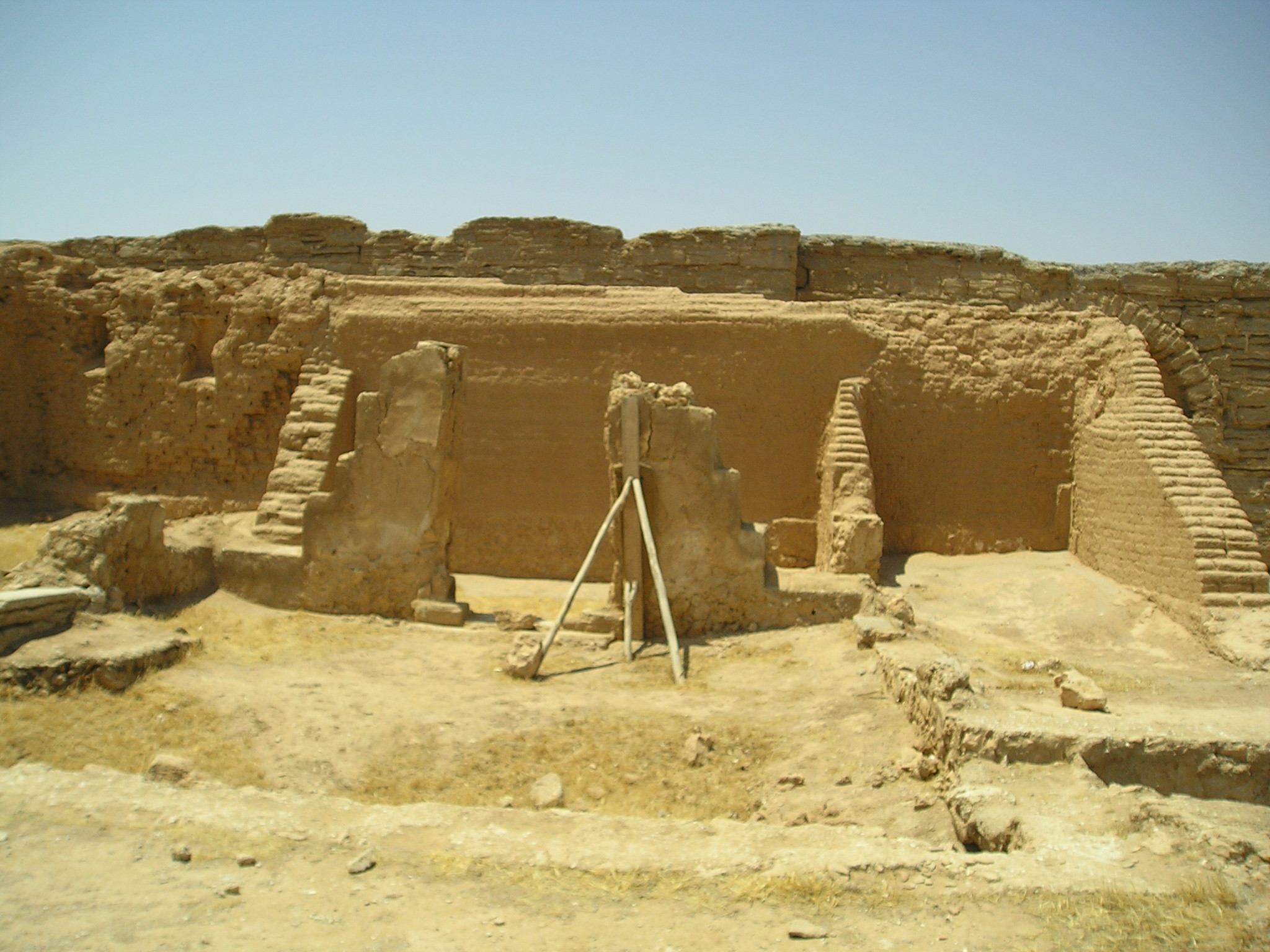
Vom Innenhof auf die Reste der westlich gelegenen Räume. Im Hintergrund die Stadtmauer
Isometrische Zeichnung der Hausruine
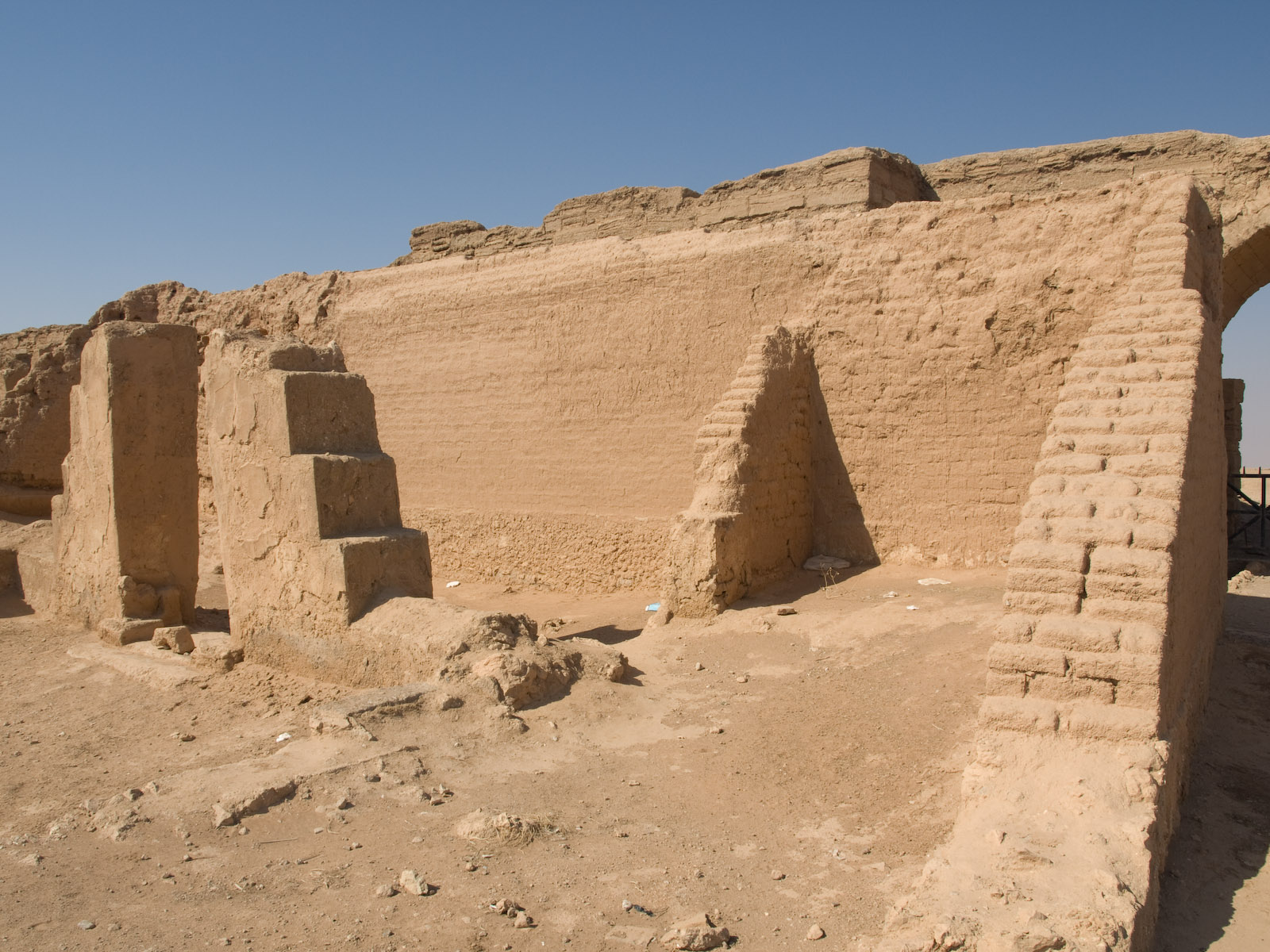
Die Reste heute
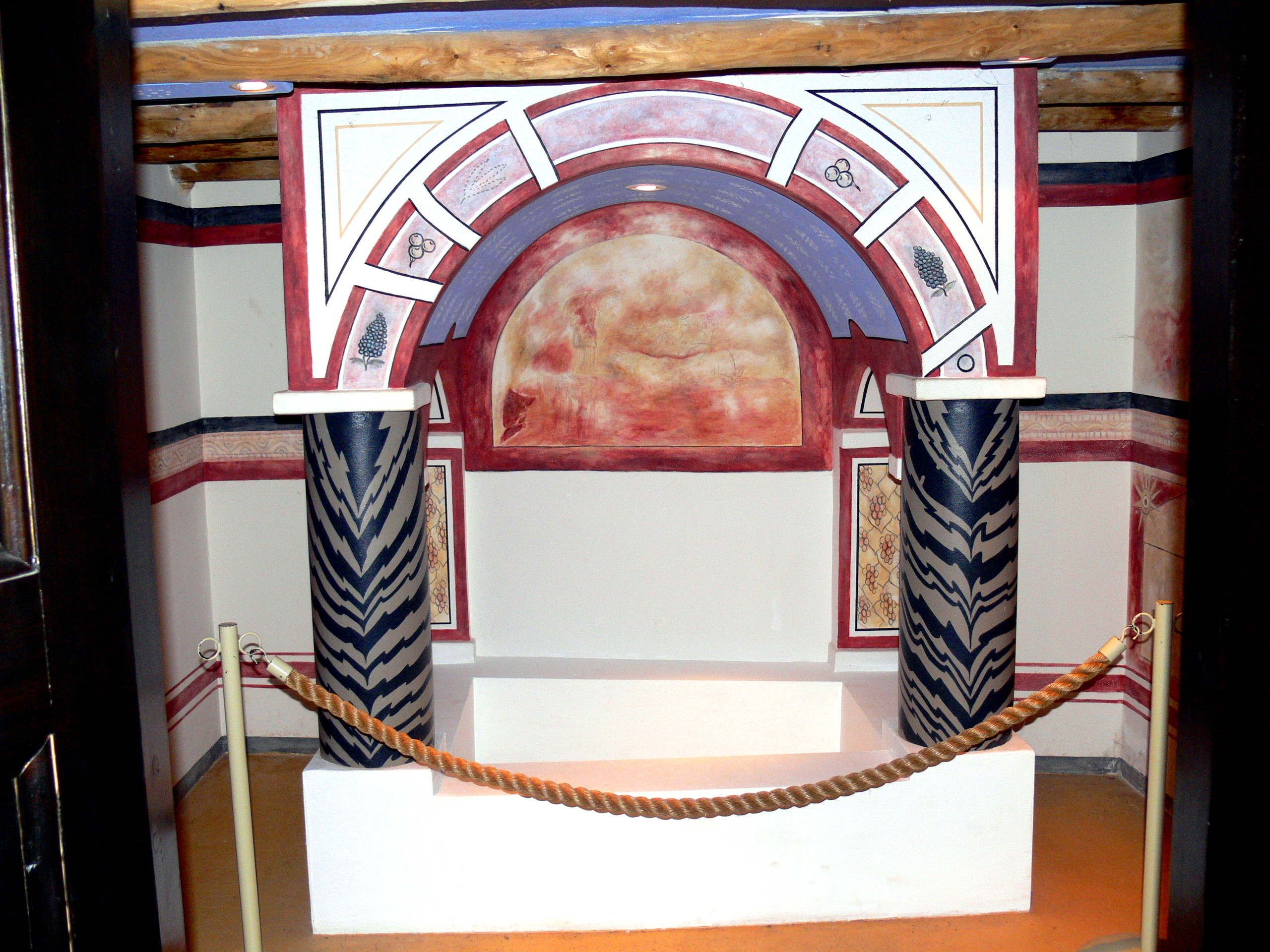
Moderne Rekonstruktion des Baldachins in der Taufkapelle